# 西伯利亚铁线莲
西伯利亚铁线莲（学名：Clematis sibirica）为毛茛科铁线莲属下的一个种。其种加词“sibirica”意为“西伯利亚的”。

## 变种
- Clematis sibirica var. ochotensis (Pall.) S.H.Li & Y.H.Huang
- 原变种 Clematis sibirica var. sibirica